# Собор Святой Марии Магдалины (Вроцлав)
Собор Святой Марии Магдалины (пол. Kościół Św. Magdaleny) — храм XIII века в центре Вроцлава, улица Шевская, 10. В настоящее время является кафедральным собором Вроцлавской епархии Польско-католической церкви (Утрехтская уния старокатолических церквей). Здание собора выполнено в готическом архитектурном стиле.

## История
Собор был основан ещё в XIII веке. Первое здание было разрушено в 1241 году во время нападения монголов. Второе сгорело во время пожара 1342 года. Современное здание было построено ещё до XV столетия.
Первые лютеранские службы во Вроцлаве были проведены здесь 21 октября 1523 года, поскольку изначально собор был протестантским.
Во время Второй мировой войны здание собора серьёзно пострадало. Однако собор был восстановлен в 1947—1953.

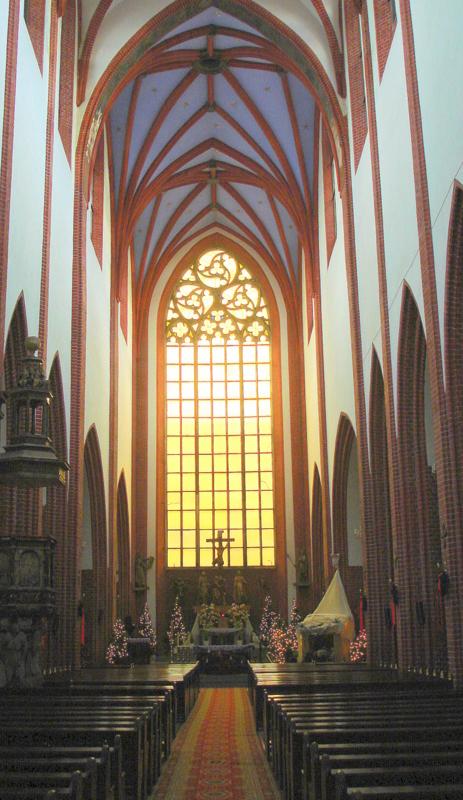
Интерьер собора Святой Марии Магдалины

## Описание здания
Ценной реликвией считается главный вход, выполненный в романском стиле. Считается, что он был построен ещё в XII веке и служил главным входом в монастырь бенедиктинцев, но был перенесён в 1546 году. Сам монастырь был снесён в XVI веке.
Мостик между двумя башнями собора называется Mostek Czarownic, с пол. — «мост ведьм». Легенда гласит, что тени на мосту — это души девушек, которые раньше соблазняли мужчин, не желая супружества из-за боязни вести домашнее хозяйство.